# Shibirghan (huyện)
Shibirghan là một huyện thuộc tỉnh Jowzjan, Afghanistan. Dân số thời điểm năm 1999 là 145,994 người.